# 컴퓨터 쇼기
컴퓨터 쇼기는 쇼기를 할 수 있는 컴퓨터 프로그램 작성과 관련된 인공지능 분야이다. 쇼기 소프트웨어의 연구 개발은 주로 프리랜서 프로그래머, 대학 연구 그룹 및 민간 기업에 의해 수행되었다. 2017년에는 가장 강력한 프로그램이 가장 강력한 인간 플레이어를 능가했다.

## 게임 복잡성
쇼기는 포획한 조각을 재사용하는 특징이 있다. 따라서 쇼기는 다른 체스 변형보다 더 높은 분기 요소를 갖는다. 컴퓨터는 손에 있는 각 조각을 여러 사각형에 떨어뜨릴 수 있기 때문에 검사할 위치가 더 많다. 이것은 쇼기에 가장 많은 법적 지위를 부여하고 모든 인기 있는 체스 변형 중에서 가능한 가장 많은 게임 수를 제공한다. 쇼기의 숫자가 높을수록 최고 수준의 플레이에 도달하기가 더 어렵다는 의미이다. 법적 위치의 수와 가능한 게임의 수는 쇼기의 게임 복잡성을 나타내는 두 가지 척도이다.
| 게임 | 보드 크기 | 피스 수  | 사이드 당 각기 다른 피스 수 | 법적 위치 | 잠재 게임 | 평균 게임 길이 |
| ---- | --------- | -------- | --------------------------- | --------- | --------- | -------------- |
| 체스 | 64        | 32       | 6                           | 1047      | 10123     | 70             |
| 샹치 | 90        | 32       | 7                           | 1040      | 10150     | 95             |
| 장기 | 90        | 32       | 7                           | 1044      | 10160     | 100            |
| 쇼기 | 81        | 40       | 8                           | 1071      | 10226     | 115            |
| 바둑 | 361       | 최대 361 | 1                           | 10170     | 10360     | 150            |

## 같이 보기
- 변형 쇼기
- 컴퓨터 체스
- 체스 엔진